# Antoni Aroński
Antoni Aroński (ur. 24 maja 1919 w Warszawie, zm. 2 października 1998 we Wrocławiu) – polski lekarz, anestezjolog, pionier polskiej intensywnej terapii, kierownik Katedry i Kliniki Anestezjologii i Intensywnej Terapii Akademii Medycznej we Wrocławiu, doktor honoris causa AM we Wrocławiu i Śląskiej Akademii Medycznej w Katowicach.

## Życiorys
Antoni Aroński rozpoczął w 1939 roku studia w Państwowym Instytucie Medycznym we Lwowie. Po wojennej przerwie uzyskał dyplom lekarza w 1948 roku, na Wydziale Lekarskim Uniwersytetu Wrocławskiego. Podjął pracę w II Klinice Chirurgicznej, pod kierunkiem profesora Wiktora Brossa. Po ukończeniu kursu anestezjologicznego zorganizował w klinice dział anestezjologii. Stopień doktora nauk medycznych uzyskał w 1951 roku na podstawie pracy Uśpienie dotchawicze w chirurgii klatki piersiowej – uwagi o technice i przebiegu uśpienia, habilitację w 1964 roku na podstawie rozprawy Znieczulenie ogólne w chirurgii serca. W 1958 roku wykonał pierwsze w Polsce znieczulenie do zabiegu na otwartym sercu w hipotermii. W 1963 roku zorganizował na bazie dotychczasowego działu anestezjologii Zakład Anestezjologii, rok później jeden z pierwszych w Polsce, sześciołóżkowy Oddział Intensywnej Terapii. W 1966 roku z jego inicjatywy uruchomiono pierwszą w skali kraju karetkę reanimacyjną. W 1968 roku rozpoczął pionierskie zabiegi implantacji stymulatorów serca.
W 1974 roku został mianowany profesorem nadzwyczajnym, w 1982 roku uzyskał tytuł profesora zwyczajnego i został kierownikiem Katedry i Kliniki Anestezjologii i Intensywnej Terapii Akademii Medycznej we Wrocławiu, która powstała po kolejnych przekształceniach z Zakładu Anestezjologii. Rok później doprowadził do uruchomienia na Oddziale Intensywnej Terapii stacji dializ. Kierował Katedrą i Kliniką do przejścia na emeryturę w 1989 roku. Jego dorobek naukowy obejmuje autorstwo bądź współautorstwo 346 prac i doniesień. Był promotorem 16 doktoratów i opiekunem trzech habilitacji oraz kierownikiem 92 specjalizacji lekarskich. Należał do Polskiego Towarzystwa Anestezjologii i Intensywnej Terapii, którego prezesem był w latach 1976–1979, Polskiego Towarzystwa Otolaryngologicznego oraz innych polskich i zagranicznych towarzystw naukowych. W 1990 roku otrzymał doktorat honorowy swej uczelni, rok później Śląskiej Akademii Medycznej. Był odznaczony Krzyżem Kawalerskim Orderu Odrodzenia Polski i Złotym Krzyżem Zasługi.
Zmarł 2 października 1998 roku we Wrocławiu. Pochowany na Cmentarzu św. Wawrzyńca we Wrocławiu.
W 2011 roku jego imię otrzymała biblioteka II Kliniki Anestezjologii i Intensywnej Terapii AM we Wrocławiu. 

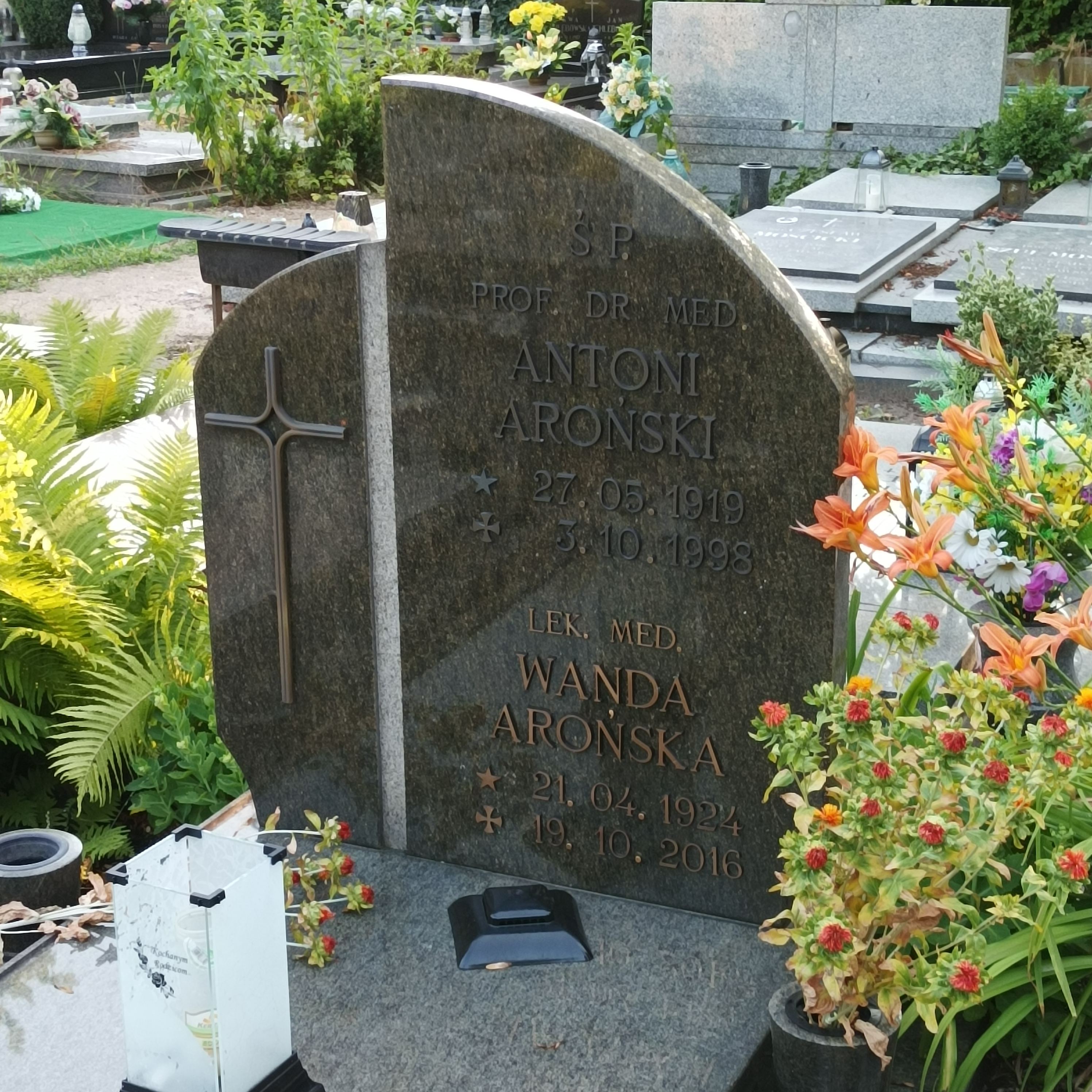
Grób prof. Antoniego Arońskiego na cmentarzu św. Wawrzyńca we Wrocławiu